# Uncover
"Uncover" is een nummer van de Zweedse zangeres Zara Larsson van haar debuut-EP Introducing. Aanvankelijk stond het nummer alleen in de DigiListan, een hitlijst van de SVT voor downloads, maar later stond het nummer ook in de Sverigetopplistan. In deze hitlijst kwam het binnen op de eerste plek op 22 februari 2013. Het werd ook een nummer één-hit in Noorwegen. In Denemarken bereikte Larsson met deze single de derde plaats.

## Hitnoteringen
| Hitlijsten (2013) | Hoogste positie |
| ----------------- | --------------- |
| Tracklisten       | 3               |
| VG-lista          | 1               |
| Sverigetopplistan | 1               |